# Rivaux
Pour les articles homonymes, voir Under Pressure.
Pour plus de détails, voir Fiche technique et Distribution.
Rivaux (Under Pressure) est un film américain réalisé par Raoul Walsh, sorti en 1935.

## Synopsis
Deux équipes travaillent à un tunnel sous l’East River à New York : l'une, conduite par Jumbo Smith, a commencé côté Brooklyn ; l'autre, conduite par son rival Nipper Moran, a commencé côté Manhattan. Lorsqu'elle voit un ouvrier s'évanouir à la sortie du métro, la journaliste Pat Dodge l'emmène aux urgences après avoir vu le badge qui indiquait qu'il travaillait dans une atmosphère confinée. 
Pour la remercier, Jumbo et son patron Shocker Dugan, l'emmènent boire un verre dans une brasserie, quartier général des travailleurs souterrains. Elle va se lier d'amitié avec eux et va assister à leur compétition avec Moran, compliquée par les accidents qui arrivent dans le tunnel.

## Fiche technique
- Titre original : Under Pressure
- Titre français : Rivaux
- Réalisation : Raoul Walsh, Irving Cummings
- Scénario : Borden Chase, Lester Cole, Noel Pierce d'après le livre Sand Hog d'Edward Doherty et Borden Chase
- Dialogues additionnels : Billy Wilder
- Direction artistique : Jack Otterson
- Costumes : William Lambert
- Photographie : Hal Mohr et L. William O'Connell
- Son : George Leverett
- Production : Robert Kane
- Société de production : Fox Film Corporation
- Société de distribution : Fox Film Corporation
- Pays de production :  États-Unis
- Langue originale : anglais
- Format : noir et blanc — 35 mm — 1,37:1 — son mono (Western Electric Noiseless Recording)
- Genre : drame
- Date de sortie :
  - États-Unis : 1er février 1935

## Distribution
- Edmund Lowe : Shocker Dugan
- Victor McLaglen : Jumbo Smith
- Florence Rice : Pat Dodge
- Marjorie Rambeau : Amelia Hardcastle
- Charles Bickford : Nipper Moran
- Sig Ruman : Docteur
- Roger Imhof : George Breck
- Warner Richmond : Weasel

Parmi les acteurs non crédités
- Lynn Bari : La fille blonde de Brooklyn
- Ward Bond : Boxeur professionnel
- Pat Flaherty : annonceur de l'équipe gagnante
- Olin Howland : journaliste
- George Magrill : Mineur
- James A. Marcus : surveillant de la jauge
- Frank Mayo
- George Regas : Ruby, le grec
- Jim Thorpe : Mucker
- Johnnie Walker : Mucker
- Nella Walker : Tante Alice Simpson
- George Walsh : Tug
- Josephine Whittell : la rédactrice en chef

## Production
Alors que le tournage avait été effectué sous la direction de Raoul Walsh, Irving Cummings fut engagé par le studio pour reprendre certaines scènes selon une nouvelle version du scénario. Grace Bradley, qui interprétait « Pat » dans les scènes tournées par Walsh, fut remplacée par Florence Rice.